# Griphite
La griphite è un minerale.